# Polybothris impressipennis
Polybothris impressipennis es una especie de escarabajo del género Polybothris, familia Buprestidae. Fue descrita científicamente por Laporte & Gory en 1836.

## Distribución geográfica
Habita en la región afrotropical.